# Balnot-la-Grange
Balnot-la-Grange ist eine französische Gemeinde mit 112 Einwohnern (Stand: 1. Januar 2022) im  Département Aube in der Region Grand Est (vor 2016 Champagne-Ardenne). Sie gehört zum Arrondissement Troyes und zum Kanton Les Riceys. 

## Geographie
Balnot-la-Grange liegt etwa 40 Kilometer südsüdöstlich von Troyes am Flüsschen Marve. Umgeben wird Balnot-la-Grange von den Nachbargemeinden Maisons-lès-Chaource und Pargues im Norden, Bagneux-la-Fosse im Nordosten und Osten, Bragelogne-Beauvoir im Osten und Südosten, Arthonnay und Villiers-le-Bois im Süden, Étourvy im Südwesten sowie Chesley im Westen.

## Bevölkerungsentwicklung
| Jahr                       | 1962 | 1968 | 1975 | 1982 | 1990 | 1999 | 2006 | 2011 | 2019 |
| Einwohner                  | 221  | 224  | 191  | 181  | 184  | 158  | 155  | 130  | 120  |
| Quellen: Cassini und INSEE |      |      |      |      |      |      |      |      |      |

## Sehenswürdigkeiten
- Kirche Nativité-de-la-Vierge
- Domäne aus dem 16. Jahrhundert